# Svenska Grönlandsexpeditionen 1892

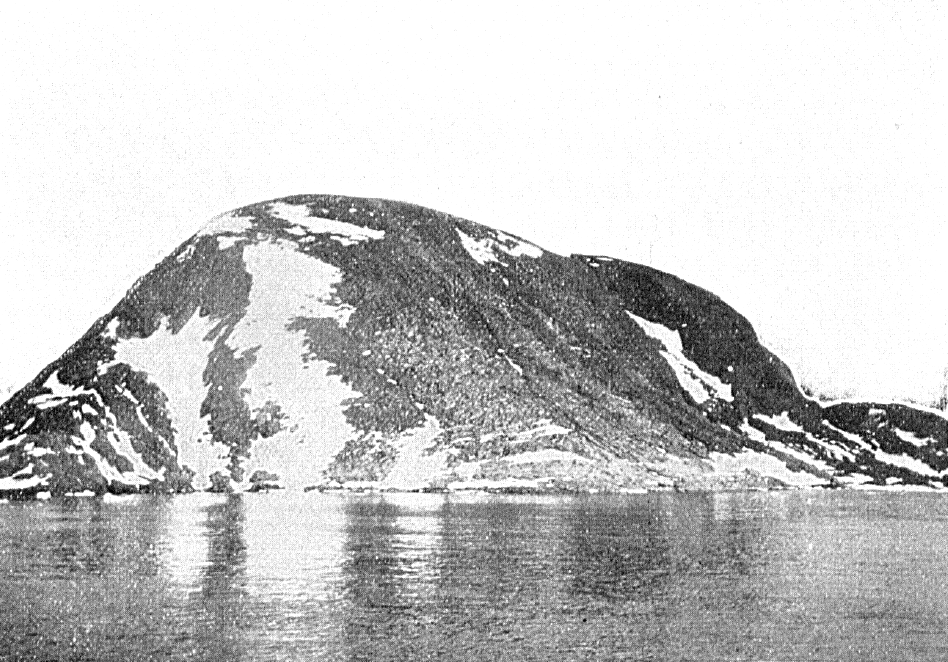
Björlingön, sydöstra Carey Islands

Svenska Grönlandsexpeditionen 1892 var en svensk expedition till Grönland, som leddes av botanisten Johan Alfred Björling och zoologen Evald Kallstenius.
Björling och Kallstenius företog 1892 en expedition till nordöstra Grönland för att utforska Ellesmerelandet i området vid Smiths sund. I maj lämnade expeditionen Stockholm och tog sig via Liverpool till Newfoundland i Kanada. Där inköptes skonerten Ripple på 37 ton i St. John's och hyrdes tre besättningsmedlemmar. Den 24 juni lämnade expeditionen St. John's och den 28 juli nåddes Godhavn på Grönland, varifrån Ripple seglade vidare den 2 augusti mot Kap York. Därefter är det osäkert vad som hände.
Expeditionen tycks haft i syfte att segla till Etah för att där hyra in lokalkunniga inuiter. På väg till Careyöarna i Baffin Bay för att hämta upp proviant från en brittisk proviantdepå, har Ripple drivit in mot land och slagits sönder. Expeditionsmedlemmarna har försökt att segla tillbaka till Etah med sin lilla öppna segelbåt, som också köpts i Newfoundland, men tvingats att återvända till Careyöarna. Enligt brev som återfunnits i ett stenkummel på Careyöarna har, sedan en av dem dött, de fyra överlevande gjort ett försök att segla den lilla öppna båten 144 kilometer till Ellesmereön.
Björlings sista meddelande är ett brev daterat den 12 oktober 1892:  "Till besökare av sydöstra Carey-ön 1893. Som ni kan se av mina meddelanden har jag efter förlusten av mitt fartyg försökt att nå Foulke Fjord för att övervintra därstädes, men sedan jag nått Northcumberlandsön måste jag av flera skäl avstå från denna färd och återvända till Cary-ön. Tvingad av dåligt väder att dröja en längre tid på denna ö, anträder jag nu färden till eskimåerna vid Clarence Head eller Kap Farady å Ellesmerelandet. Som jag hoppas att en valfångare skall besöka Cary-ön nästa sommar för att undsätta mig och mina följeslagare, skall jag försöka att nå denna ö före den 1 juli...."
I juni 1893 upptäckte besättningen på den skotska valfångstbåten Aurora vraket av Ripple vid Careyöarna. De hittade också en grav med en av männen begravd under ett stenröse, liksom anteckningarna av Björling. Inga spår av de fyra överlevande eller den lilla båten hittades. Telegram till Sverige om fynden kom fram i november, då det var för sent på säsongen att utrusta en sökexpedition. Zoologen Axel Ohlin medföljde året därpå en expedition under Robert Edwin Peary för att söka efter spår. En landstigning gjordes bland annat på Careyön, där en del föremål tillvaratogs.